# 安保罗
安保羅（又稱安巴蔚，1994年3月25日—），安養市人，韓國柔道運動員。
韓國柔道選手，韓國柔道國家隊員，體重69公斤，曾獲2016年夏季奧林匹克運動會66公斤級銀牌。

## 外部連結
- 安保羅的Instagram帳戶 （页面存档备份，存于）